# 西爾瓦尼亞山
西爾瓦尼亞山（英語：Mount Sylvania）是一座死火山，海拔高度978英尺(298公尺)，地形突起度510英尺（155公尺），是美國俄勒岡州波特蘭郊區博林熔岩平原的一部分。西爾瓦尼亞山屬於盾狀火山。這座山的部分區域位於波特蘭、萊克奧斯維戈和泰格德等城市內。
波特蘭社區學院的西爾瓦尼亞校區位於西爾瓦尼亞山的西坡。